# Tercera Federación Femenina de España 2024-25
La Tercera Federación Femenina de España 2024-25 es la tercera edición de la Tercera Federación Femenina de España de fútbol o Tercera Federación FutFem, siendo la cuarta categoría nacional e inmediatamente inferior a la Segunda Federación. De estatus semiprofesional y organizado por la Real Federación Española de Fútbol, comenzó el 8 de septiembre de 2024.
En esta competición participan 96 equipos, repartidos en 6 grupos de 16 equipos cada uno y distribuidos por proximidad geográfica.

## Participantes
| Equipo                                   | Localidad                  | Fundación | Estadio                              |
| ---------------------------------------- | -------------------------- | --------- | ------------------------------------ |
| A. D. F. B. La Rambla                    | La Rambla                  |           |                                      |
| A. D. Son Sardina                        | Palma de Mallorca          |           |                                      |
| A. D. Villaviciosa de Odón               | Villaviciosa de Odón       | 2019      |                                      |
| Alhama C. F. "B"                         | Alhama de Murcia           |           |                                      |
| Athletic Club "C"                        | Bilbao                     |           |                                      |
| A. U. Güímar                             | Güímar                     |           |                                      |
| Añorga K. K. E.                          | San Sebastián              |           | Rezola                               |
| Balears F. C. "B"                        | Palma de Mallorca          | 2019      |                                      |
| Bergantiños F. C.                        | Carballo                   |           |                                      |
| Berriozar C. F.                          | Berriozar                  | 2010      | Municipal Berriozar                  |
| Bilbao Artizarrak F. K.                  | Bilbao                     |           | IMD San Ignacio                      |
| Bizkerre C. F.                           | Getxo                      |           |                                      |
| Burgos C. F.                             | Burgos                     | 1997      | CD Castañares                        |
| C. A. P. Ciudad de Murcia                | Murcia                     |           |                                      |
| C. D. Argual                             | Los Llanos de Aridane      | 2021      |                                      |
| C. D. Arratia                            | Igorre                     |           | CM Urbieta                           |
| C. D. Atlético Femenino Ben-Namiel       | Benalmádena                | 2022      | C.M. El Tomillar                     |
| C. D. Bovedana                           | La Bóveda de Toro          | 2021      | Municipal de La Bóveda de Toro       |
| C. D. Caday Fuerteventura                | Puerto del Rosario         | 2022      |                                      |
| C. D. Cardones                           | Arucas                     |           |                                      |
| C. D. Castellón                          | Almassora                  | 2013      | Ciudad Deportiva Chencho             |
| C. D. E. Racing Féminas "B"              | Torrelavega                | 2019      | Santa Ana (Tanos)                    |
| C. D. Ebro                               | Zaragoza                   |           | La Almozara-El Carmen                |
| C. D. F. F. Olympia Las Rozas "B"        | Las Rozas de Madrid        | 2019      |                                      |
| C. D. Firgas                             | Firgas                     |           |                                      |
| C. D. Fontsanta-Fatjó                    | Cornellà de Llobregat      |           |                                      |
| C. D. Fundación Osasuna Femenino "C"     | Pamplona                   | 2020      |                                      |
| C. D. Guadalajara                        | Guadalajara (España)       | 2021      | Fuente de la Niña                    |
| C. D. Guiniguada Apolinario "B"          | Las Palmas de Gran Canaria | 2022      |                                      |
| C. D. Juan Grande "B"                    | San Bartolomé de Tirajana  |           |                                      |
| C. D. Laguna                             | San Cristóbal de La Laguna | 2020      |                                      |
| C. D. Lugo                               | Lugo                       |           |                                      |
| C. D. Oberena                            | Pamplona                   | 2020      |                                      |
| C. D. Olímpico de León                   | León                       | 1991      |                                      |
| C. D. Parquesol                          | Valladolid                 |           | José Luis Saso                       |
| C. D. Peña de La Amistad                 | Puerto del Rosario         | 2020      |                                      |
| C. D. Riudoms                            | Riudoms                    |           |                                      |
| C. D. Romanón                            | Siero                      | 2020      |                                      |
| C. D. Salamanca F. "F"                   | Salamanca                  | 2012      |                                      |
| C. D. Samper - Coslada                   | Coslada                    | 2014      |                                      |
| C. D. Valdefierro                        | Zaragoza                   |           |                                      |
| C. E. Algaida                            | Algaida                    |           |                                      |
| C. E. Seagull BDN                        | Badalona                   | 1998      |                                      |
| C. F. Arenas de Armilla C. D.            | Armilla                    |           |                                      |
| C. F. F. Albacete                        | Albacete                   |           |                                      |
| C. F. Igualada                           | Igualada                   |           |                                      |
| C. F. La Nucía                           | la Nucia                   | 2018      | Ciutat Esportiva Camilo Cano         |
| C. F. Las Majoreras-Guayadeque           | Ingenio                    |           |                                      |
| C. P. San Miguel                         | Plasencia                  | 2016      |                                      |
| Ciudad Alcalá C. F.                      | Alcalá de Guadaíra         | 2015      |                                      |
| Cádiz C. F.                              | Cádiz                      |           |                                      |
| Deportivo Abanca "B"                     | La Coruña                  |           |                                      |
| Deportivo Alavés "B"                     | Vitoria                    | 2019      | Ibaia, campo Juan Arregui            |
| Discóbolo La Torre A. C.                 | Valencia                   |           | Campo La Torre                       |
| Dínamo Guadalajara                       | Guadalajara (España)       | 2011      | Jerónimo de la Morena                |
| E. M. Féminas Soliss Fuensalida          | Fuensalida                 | 2013      | Alejandro González                   |
| F. C. Levante Las Planas Badalona "B"    | Badalona                   |           |                                      |
| F. F. La Solana Quesos La Casota         | La Solana                  |           |                                      |
| Fundación Canaria del C. D. Tenerife "B" | Santa Cruz de Tenerife     | 2020      |                                      |
| Futbolellas C. F. F. - Torrejón          | Torrejón de Ardoz          | 2020      |                                      |
| Granada C. F. "B"                        | Granada                    |           |                                      |
| Las Rozas C. F.                          | Las Rozas de Madrid        | 2013      |                                      |
| Lóstrego C. F.                           | Gondomar                   | 2020      | A Gándara (Chaín)                    |
| Madrid C. F. F. "C"                      | Madrid                     | 2012      |                                      |
| Mislata C. F.                            | Mislata                    |           | La Canaleta                          |
| Mulier FCN                               | Aranguren                  | 2014      | ColegioSalesianos                    |
| Murcia Féminas                           | Murcia                     |           |                                      |
| Oiartzun K. E.                           | Oyarzun                    | 1981      | Karla Lekuona                        |
| Peluquería Mixta Friol                   | Friol                      |           | A Reigosa                            |
| R. C. Celta As Celtas                    | Mos                        | 2013      | As Baloutas                          |
| R. C. D. Espanyol de Barcelona "B"       | Cornellá de Llobregat      |           |                                      |
| R. Sporting de Gijón "B"                 | Gijón                      |           |                                      |
| Real Betis Balompié "B"                  | Sevilla                    | 2016      |                                      |
| Real Jaén C. F.                          | Jaén                       | 2021      | Sebastián Barajas                    |
| Real Oviedo Femenino "B"                 | Oviedo                     | 1996      |                                      |
| Real Unión de Tenerife Santa Cruz "B"    | San Cristóbal de La Laguna |           |                                      |
| Real Valladolid-Simancas                 | Simancas                   | 2020      | Anexos al José Zorrilla, campo 2     |
| S. D. Oyonesa                            | Oyón                       | 2022      | Oion Arena                           |
| S. E. AEM "B"                            | Lérida                     |           | Municipal de Recasens                |
| Sevilla F. C. "B"                        | Sevilla                    |           |                                      |
| Sportextremadura C. D.                   | Badajoz                    | 2021      |                                      |
| Sárdoma C. F.                            | Vigo                       |           | As Relfas                            |
| Tolosa C. F.                             | Tolosa                     |           | Usabal                               |
| Torrelodones C. F.                       | Torrelodones               | 2007      |                                      |
| U. D. Almería                            | Almería                    |           |                                      |
| U. D. Collerense                         | Palma de Mallorca          |           |                                      |
| U. D. Geneto Teide                       | San Cristóbal de La Laguna |           |                                      |
| U. D. La Palma Tarsa                     | Santa Cruz de la Palma     |           |                                      |
| U. D. Logroñés                           | Logroño                    | 2019      | Ciudad Deportiva U.D. Logroñés       |
| U. D. San Antonio Pureza                 | San Cristóbal de La Laguna |           |                                      |
| Unión Viera C. F.                        | Las Palmas de Gran Canaria | 1992      |                                      |
| Vic Riuprimer REFO F. C.                 | Vic                        |           |                                      |
| Victoria C. F.                           | La Coruña                  |           |                                      |
| Victoria F. C.                           | Santiago de Compostela     | 2013      |                                      |
| Villarreal C. F. "B"                     | Villarreal                 |           | Ciudad Deportiva del Villarreal C.F. |
| Zaragoza C. F. F. "B"                    | Zaragoza                   |           |                                      |

## Grupo 1

### Clasificación
| Pos. | Equipo                      | Pts. | PJ | G  | E | P  | GF  | GC  | Dif. |                                           |
| ---- | --------------------------- | ---- | -- | -- | - | -- | --- | --- | ---- | ----------------------------------------- |
| 1    | Deportivo Abanca "B" (C, A) | 79   | 30 | 25 | 4 | 1  | 129 | 11  | +118 | Ascenso a Segunda Federación              |
| 2    | R. C. Celta de Vigo (A)     | 75   | 30 | 24 | 3 | 3  | 110 | 17  | +93  | Ascenso a Segunda Federación              |
| 3    | Sárdoma C. F.               | 73   | 30 | 23 | 4 | 3  | 101 | 23  | +78  | Play-Offs de Ascenso a Segunda Federación |
| 4    | C. D. Olímpico de León (A)  | 73   | 30 | 24 | 1 | 5  | 91  | 26  | +65  | Play-Offs de Ascenso a Segunda Federación |
| 5    | Real Valladolid-Simancas    | 63   | 30 | 19 | 6 | 5  | 73  | 29  | +44  |                                           |
| 6    | Victoria F. C.              | 34   | 30 | 10 | 4 | 16 | 43  | 51  | −8   |                                           |
| 7    | Peluquería Mixta Friol      | 49   | 30 | 16 | 4 | 10 | 56  | 34  | +22  |                                           |
| 8    | C. D. Bovedana              | 48   | 30 | 15 | 3 | 12 | 65  | 53  | +12  |                                           |
| 9    | Lóstrego C. F.              | 41   | 30 | 12 | 5 | 13 | 39  | 46  | −7   |                                           |
| 10   | Victoria F. C.              | 34   | 30 | 10 | 4 | 16 | 43  | 51  | −8   |                                           |
| 11   | Real Oviedo "B"             | 29   | 30 | 9  | 2 | 19 | 46  | 70  | −24  |                                           |
| 12   | R. Sporting de Gijón "B"    | 27   | 30 | 8  | 3 | 19 | 47  | 84  | −37  |                                           |
| 13   | C. D. Lugo                  | 24   | 30 | 7  | 3 | 20 | 33  | 53  | −20  |                                           |
| 14   | Bergantiños F. C.           | 18   | 30 | 6  | 0 | 24 | 35  | 90  | −55  |                                           |
| 15   | C. D. Parquesol             | 2    | 30 | 1  | 2 | 27 | 18  | 154 | −136 |                                           |
| 16   | C. D. Romanón (D)           | 1    | 30 | 0  | 1 | 29 | 4   | 175 | −171 | Se retiró de la competición               |

 Fuente: Fútbol Regional

## Grupo 2

### Clasificación
| Pos. | Equipo                                   | Pts. | PJ | G  | E  | P  | GF | GC  | Dif. |                                           |
| ---- | ---------------------------------------- | ---- | -- | -- | -- | -- | -- | --- | ---- | ----------------------------------------- |
| 1    | Bizkerre F. T. (C, A)                    | 67   | 30 | 20 | 7  | 3  | 80 | 22  | +58  | Ascenso a Segunda Federación              |
| 2    | Burgos C. F. (A)                         | 61   | 30 | 18 | 7  | 5  | 52 | 31  | +21  | Ascenso a Segunda Federación              |
| 3    | Athletic Club "C"                        | 61   | 30 | 19 | 4  | 7  | 61 | 32  | +29  |                                           |
| 4    | C. D. Arratia                            | 59   | 30 | 18 | 5  | 7  | 62 | 26  | +36  | Play-Offs de Ascenso a Segunda Federación |
| 5    | Deportivo Alavés "B"                     | 57   | 30 | 17 | 6  | 7  | 71 | 34  | +37  |                                           |
| 6    | Añorga K. K. E.                          | 54   | 30 | 16 | 6  | 8  | 63 | 40  | +23  |                                           |
| 7    | Mulier F. C. N.                          | 44   | 30 | 12 | 8  | 10 | 34 | 30  | +4   |                                           |
| 8    | Oiartzun K. E.                           | 43   | 30 | 12 | 7  | 11 | 44 | 43  | +1   |                                           |
| 9    | U. D. Logroñés                           | 42   | 30 | 11 | 9  | 10 | 46 | 40  | +6   |                                           |
| 10   | Tolosa C. F.                             | 39   | 30 | 9  | 12 | 9  | 32 | 28  | +4   |                                           |
| 11   | Berriozar C. F.                          | 32   | 30 | 9  | 5  | 16 | 36 | 50  | −14  |                                           |
| 12   | Bilbao Artizarrak F. K.                  | 29   | 30 | 7  | 8  | 15 | 37 | 49  | −12  |                                           |
| 13   | S. D. Oyonesa                            | 26   | 30 | 7  | 5  | 18 | 31 | 64  | −33  |                                           |
| 14   | C. D. Oberena                            | 24   | 30 | 6  | 6  | 18 | 31 | 72  | −41  |                                           |
| 15   | C. D. Fundación Osasuna Femenino "C" (D) | 22   | 30 | 5  | 7  | 18 | 30 | 67  | −37  | Descenso a Regional                       |
| 16   | C. D. E. Racing Féminas "B" (D)          | 7    | 30 | 1  | 4  | 25 | 19 | 101 | −82  | Descenso a Regional                       |

 Fuente: Fútbol Regional
Notas:
1. ↑  El Athletic Club "C" no puede ascender por la presencia de un equipo matriz en la división superior.
2. ↑  Al C. D. Fundación Osasuna Femenino "C" le perjudicó el descenso de un equipo matriz.

## Grupo 3

### Clasificación
| Pos. | Equipo                                 | Pts. | PJ | G  | E | P  | GF  | GC  | Dif. |                                           |
| ---- | -------------------------------------- | ---- | -- | -- | - | -- | --- | --- | ---- | ----------------------------------------- |
| 1    | F.C. Levante Las Planas "B" (C, A)     | 80   | 30 | 26 | 2 | 2  | 125 | 12  | +113 | Ascenso a Segunda Federación              |
| 2    | R. C. D. Espanyol de Barcelona "B" (A) | 75   | 30 | 24 | 3 | 3  | 76  | 16  | +60  | Ascenso a Segunda Federación              |
| 3    | S. E. AEM "B" (A)                      | 66   | 30 | 20 | 6 | 4  | 49  | 16  | +33  | Play-Offs de Ascenso a Segunda Federación |
| 4    | C. E. Seagull Badalona                 | 61   | 30 | 19 | 4 | 7  | 76  | 31  | +45  |                                           |
| 5    | C. D. Fontsanta-Fatjó                  | 60   | 30 | 18 | 6 | 6  | 61  | 39  | +22  |                                           |
| 6    | Vic Riuprimer REFO F. C.               | 48   | 30 | 13 | 9 | 8  | 46  | 34  | +12  |                                           |
| 7    | C. F. Igualada                         | 43   | 30 | 12 | 7 | 11 | 51  | 40  | +11  |                                           |
| 8    | Villarreal C. F. "B"                   | 43   | 30 | 13 | 4 | 13 | 50  | 50  | 0    |                                           |
| 9    | Zaragoza C. F. F. "B"                  | 38   | 30 | 10 | 8 | 12 | 37  | 53  | −16  |                                           |
| 10   | C. D. Castellón                        | 32   | 30 | 9  | 5 | 16 | 53  | 72  | −19  |                                           |
| 11   | C. D. Valdefierro                      | 31   | 30 | 8  | 7 | 15 | 37  | 54  | −17  |                                           |
| 12   | C. F. La Nucía                         | 30   | 30 | 8  | 6 | 16 | 45  | 66  | −21  |                                           |
| 13   | Mislata C. F.                          | 28   | 30 | 9  | 1 | 20 | 50  | 73  | −23  |                                           |
| 14   | C. D. Riudoms                          | 26   | 30 | 8  | 2 | 20 | 38  | 79  | −41  |                                           |
| 15   | C. D. Ebro                             | 22   | 30 | 6  | 4 | 20 | 29  | 71  | −42  |                                           |
| 16   | Discóbolo La Torre A. C. (D)           | 0    | 30 | 0  | 0 | 30 | 2   | 119 | −117 | Se retiró de la competición               |

 Fuente: Fútbol Regional
Notas:
1. ↑  El Discóbolo La Torre A. C. se retiró de la competición.

## Grupo 4

### Clasificación
| Pos. | Equipo                              | Pts. | PJ | G  | E | P  | GF | GC  | Dif. |                                           |
| ---- | ----------------------------------- | ---- | -- | -- | - | -- | -- | --- | ---- | ----------------------------------------- |
| 1    | Madrid C. F. F. "C" (C)             | 70   | 30 | 22 | 4 | 4  | 71 | 26  | +45  |                                           |
| 2    | C. D. Samper (A)                    | 63   | 30 | 19 | 6 | 5  | 74 | 31  | +43  | Ascenso a Segunda Federación              |
| 3    | Futbolellas C. F. F. - Torrejón (A) | 57   | 30 | 17 | 6 | 7  | 64 | 29  | +35  | Ascenso a Segunda Federación              |
| 4    | Balears F. C. "B"                   | 57   | 30 | 17 | 6 | 7  | 68 | 48  | +20  |                                           |
| 5    | Dínamo Guadalajara (A)              | 54   | 30 | 16 | 6 | 8  | 58 | 33  | +25  | Play-Offs de Ascenso a Segunda Federación |
| 6    | A. D. Villaviciosa de Odón          | 52   | 30 | 16 | 4 | 10 | 69 | 39  | +30  |                                           |
| 7    | Las Rozas C. F.                     | 48   | 30 | 14 | 6 | 10 | 67 | 45  | +22  |                                           |
| 8    | C. D. Salamanca F. F.               | 47   | 30 | 14 | 5 | 11 | 67 | 45  | +22  |                                           |
| 9    | E. M. Féminas Soliss Fuensalida     | 47   | 30 | 14 | 5 | 11 | 59 | 49  | +10  |                                           |
| 10   | C. D. F. F. Olympia Las Rozas "B"   | 45   | 30 | 13 | 6 | 11 | 68 | 56  | +12  |                                           |
| 11   | U. D. Collerense                    | 36   | 30 | 10 | 6 | 14 | 47 | 54  | −7   |                                           |
| 12   | C. D. Guadalajara                   | 36   | 30 | 10 | 6 | 14 | 44 | 55  | −11  |                                           |
| 13   | F. F. La Solana                     | 27   | 30 | 7  | 6 | 17 | 27 | 51  | −24  |                                           |
| 14   | A. D. Son Sardina                   | 24   | 30 | 6  | 6 | 18 | 39 | 86  | −47  |                                           |
| 15   | Torrelodones C. F.                  | 12   | 30 | 3  | 3 | 24 | 43 | 113 | −70  |                                           |
| 16   | C. E. Algaida (D)                   | 4    | 30 | 1  | 1 | 28 | 23 | 128 | −105 | Descenso a Regional                       |

 Fuente: Fútbol Regional
Notas:
1. ↑  El Madrid C. F. F. "C" no pudo ascender por la presencia de un equipo matriz en la división superior.
2. ↑  El Balears F. C. "B" no pudo ascender por el descenso de un equipo matriz a la división superior.

## Grupo 5

### Clasificación
| Pos. | Equipo                             | Pts. | PJ | G  | E | P  | GF  | GC  | Dif. |                                           |
| ---- | ---------------------------------- | ---- | -- | -- | - | -- | --- | --- | ---- | ----------------------------------------- |
| 1    | Sportextremadura C. D. (C, A)      | 82   | 30 | 27 | 1 | 2  | 106 | 9   | +97  | Ascenso a Segunda Federación              |
| 2    | Granada C. F. "B" (A)              | 74   | 30 | 24 | 2 | 4  | 98  | 13  | +85  | Ascenso a Segunda Federación              |
| 3    | Sevilla F. C. "B"                  | 67   | 30 | 20 | 7 | 3  | 54  | 15  | +39  | Play-Offs de Ascenso a Segunda Federación |
| 4    | Real Betis Balompié "B" (A)        | 67   | 30 | 21 | 4 | 5  | 112 | 25  | +87  | Play-Offs de Ascenso a Segunda Federación |
| 5    | U. D. Almería                      | 54   | 30 | 16 | 6 | 8  | 69  | 33  | +36  |                                           |
| 6    | Alhama C. F. "B"                   | 54   | 30 | 17 | 3 | 10 | 77  | 42  | +35  |                                           |
| 7    | Cádiz C. F.                        | 50   | 30 | 15 | 5 | 10 | 54  | 39  | +15  |                                           |
| 8    | Murcia Féminas                     | 48   | 30 | 14 | 6 | 10 | 56  | 52  | +4   |                                           |
| 9    | C. D. Atlético Femenino Ben-Namiel | 41   | 30 | 12 | 5 | 13 | 44  | 43  | +1   |                                           |
| 10   | A. D. F. B. La Rambla              | 40   | 30 | 11 | 7 | 12 | 46  | 45  | +1   |                                           |
| 11   | C. A. P. Ciudad de Murcia          | 36   | 30 | 11 | 3 | 16 | 45  | 58  | −13  |                                           |
| 12   | Arenas de Armilla C. D.            | 28   | 30 | 9  | 1 | 20 | 38  | 88  | −50  |                                           |
| 13   | C. P. San Miguel                   | 19   | 30 | 5  | 4 | 21 | 19  | 81  | −62  |                                           |
| 14   | Real Jaén C. F.                    | 15   | 30 | 4  | 3 | 23 | 18  | 112 | −94  |                                           |
| 15   | C. F. F. Albacete                  | 6    | 30 | 2  | 0 | 28 | 8   | 148 | −140 |                                           |
| 16   | Ciudad Alcalá C. F. (D)            | 7    | 30 | 3  | 1 | 26 | 17  | 58  | −41  | Se retiró de la competición               |

 Fuente: Fútbol Regional
Notas:
1. ↑  El Ciudad Alcalá C. F. se retiró de la competición.

## Grupo 6

### Clasificación
| Pos. | Equipo                                          | Pts. | PJ | G  | E | P  | GF  | GC  | Dif. |                                           |
| ---- | ----------------------------------------------- | ---- | -- | -- | - | -- | --- | --- | ---- | ----------------------------------------- |
| 1    | Fundación Canaria del C. D. Tenerife "B" (C, A) | 82   | 30 | 26 | 4 | 0  | 107 | 19  | +88  | Ascenso a Segunda Federación              |
| 2    | C. D. Argual (A)                                | 76   | 30 | 25 | 1 | 4  | 98  | 16  | +82  | Ascenso a Segunda Federación              |
| 3    | Unión Viera C. F.                               | 66   | 30 | 20 | 6 | 4  | 105 | 35  | +70  | Play-Offs de Ascenso a Segunda Federación |
| 4    | Real Unión de Tenerife Santa Cruz "B"           | 61   | 30 | 19 | 4 | 7  | 81  | 40  | +41  |                                           |
| 5    | C. D. Caday Fuerteventura                       | 60   | 30 | 18 | 6 | 6  | 80  | 32  | +48  |                                           |
| 6    | U. D. Geneto Teide                              | 55   | 30 | 17 | 4 | 9  | 73  | 39  | +34  |                                           |
| 7    | U. D. San Antonio Pureza                        | 52   | 30 | 15 | 7 | 8  | 83  | 43  | +40  |                                           |
| 8    | C. D. Guiniguada Apolinario "B"                 | 40   | 30 | 12 | 4 | 14 | 54  | 71  | −17  |                                           |
| 9    | C. D. Peña de La Amistad                        | 39   | 30 | 12 | 3 | 15 | 70  | 62  | +8   |                                           |
| 10   | U. D. La Palma Tarsa                            | 39   | 30 | 11 | 6 | 13 | 37  | 44  | −7   |                                           |
| 11   | C. D. Laguna                                    | 35   | 30 | 11 | 2 | 17 | 44  | 65  | −21  |                                           |
| 12   | A. Unión Güímar                                 | 26   | 30 | 8  | 2 | 20 | 39  | 84  | −45  |                                           |
| 13   | C. D. Juan Grande "B"                           | 24   | 30 | 5  | 9 | 16 | 46  | 66  | −20  | Descenso a Regional                       |
| 14   | C. D. Firgas                                    | 17   | 30 | 5  | 2 | 23 | 35  | 95  | −60  | Descenso a Regional                       |
| 15   | C. D. Cardones                                  | 4    | 30 | 1  | 1 | 28 | 13  | 144 | −131 | Descenso a Regional                       |
| 16   | C. F. Las Majoreras-Guayadeque (D)              | 10   | 30 | 4  | 1 | 25 | 33  | 143 | −110 | Se retiró de la competición               |

 Fuente: Fútbol Regional
Notas:
1. ↑  El C. F. Las Majoreras-Guayadeque se retiró de la competición.

## Fase de ascenso

### Cuadro
| Equipo 1                | Agr. | Equipo 2          | Ida | Vuelta |
| ----------------------- | ---- | ----------------- | --- | ------ |
| Real Betis Balompié "B" | 5-0  | Sárdoma C. F.     | 2-0 | 3-0    |
| Dínamo Guadalajara      | 1-0  | Unión Viera C. F. | 1-0 | 0-0    |
| C. D. Olímpico de León  | 4-1  | Sevilla F. C. "B" | 3-0 | 1-1    |
| C. D. Arratia           | 0-1  | S. E. AEM "B"     | 0-0 | 0-1    |

### Finales

#### Real Betis Balompié "B" vs Sárdoma C. F.
| Ida; 10 de mayo de 2025 | Real Betis Balompié "B" | 2:0 | Sárdoma C. F. |  |  |

| Vuelta; 17 de mayo de 2025 | Sárdoma C. F. | 0:3 (Global 0:5) | Real Betis Balompié "B" |  |  |

#### Dínamo Guadalajara vs Unión Viera C. F.
| Ida; 10 de mayo de 2025 | Dínamo Guadalajara | 1:0 | Unión Viera C. F. |  |  |

| Vuelta; 17 de mayo de 2025 | Unión Viera C. F. | 0:0 (Global 0:1) | Dínamo Guadalajara |  |  |

#### C. D. Olímpico de León vs Sevilla F. C. "B"
| Ida; 11 de mayo de 2025 | C. D. Olímpico de León | 3:0 | Sevilla F. C. "B" |  |  |

| Vuelta; 18 de mayo de 2025 | Sevilla F. C. "B" | 1:1 (Global 1:4) | C. D. Olímpico de León |  |  |

#### C. D. Arratia vs S. E. AEM "B"
| Ida; 11 de mayo de 2025 | C. D. Arratia | 0:0 | S. E. AEM "B" |  |  |

| Vuelta; 18 de mayo de 2025 | S. E. AEM "B" | 1:0 (Global 1:0) | C. D. Arratia |  |  |

#### Ascensos
| Ascienden a Segunda Federación |                               |                            |                     |
| Bandera de Andalucía           | Bandera de Castilla-La Mancha | Bandera de Castilla y León | Bandera de Cataluña |
| Real Betis Balompié "B"        | Dínamo Guadalajara            | C. D. Olímpico de León     | S. E. AEM "B"       |